# フェンランド
フェンランド（Fenland）は、イギリス・イングランドのケンブリッジシャーにある非都市ディストリクト。ディストリクト・カウンシルはマーチに置かれ、チャタリス、ホイットルセー、ウィズビーチという周辺のマーケットタウンを管轄する。面積約500km2で、域内は大半が農地として利用されている。フェンズと呼ばれるきわめて平坦な土地にある。
フェンランドは1974年4月1日にウィズビーチ・バラとチャタリス都市ディストリクト、マーチ都市ディストリクト、ホイットルセー都市ディストリクト、ノースウィッチフォード農村ディストリクト、ウィズビーチ農村ディストリクトが合併して発足した。

## 政治
ディストリクト・カウンシルの選挙は4年ごとに行われ、40人の議員が選任される。1976年以来、保守党が第1党の座にあり、1995年には労働党に代わったが、1999年の選挙で保守党が返り咲いた。2011年選挙以降の議員勢力は以下の通り。
| 党 | 党         | 議員数 |
|    | 保守党     | 34     |
|    | 無所属     | 4      |
|    | 自由民主党 | 2      |

## 経済
フェンランドの経済は農業と食料品関連産業で成り立っている。食料品関連産業には加工、貯蔵、包装、流通など複雑で多様化してきている。主な地域産業には煉瓦製造、印刷業、工務があるが、多くの住民はフェンランドの外へ通勤している。
フェンランド・ディストリクト・カウンシルは、早期退職した行政長官のティム・ピルスベリー（Tim Pilsbury）に対し、2010年から2011年に370,400ポンドを支払った。

## 姉妹都市
- ドイツネッテタール（英語版）
- ニュージーランドクック郡（英語版）